# Steriliseren (micro-organismen)

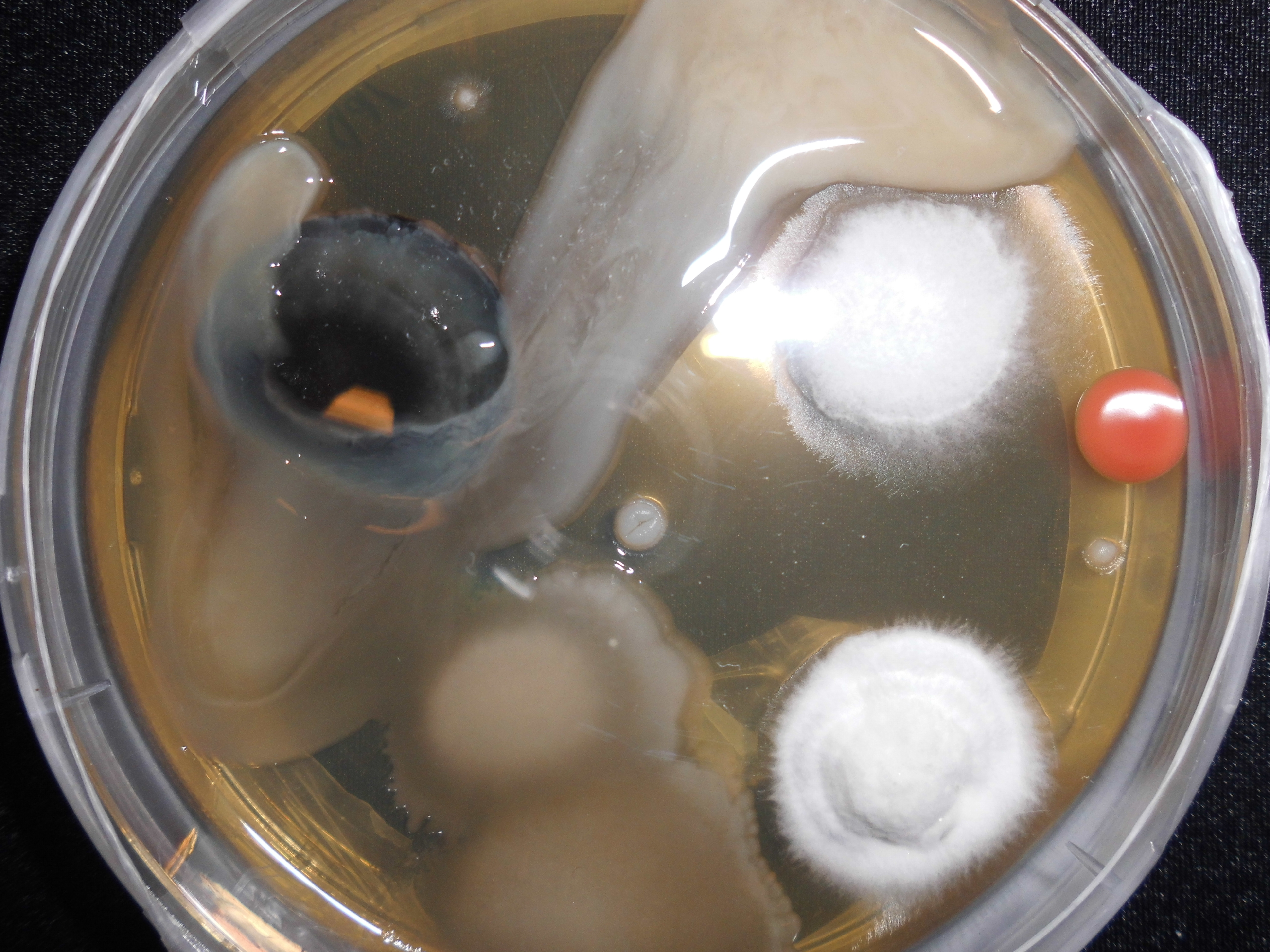
Contaminatie op een voedingsbodem wanneer niet steriel gewerkt wordt

Steriliseren (Latijn: sterilis = onvruchtbaar) is het opzettelijk doden van micro-organismen, zoals bacteriën, schimmels en sporen, en onschadelijk maken van virussen, op of in allerlei materialen of stoffen. Dit gebeurt bijvoorbeeld bij het houdbaar maken (conserveren) van voedsel, het vervaardigen van medisch materiaal of van instrumenten voor wetenschappelijk onderzoek. 
Sterilisatie is onder te verdelen in voedsel-, lucht-, water- en instrumentensterilisatie.
- Steriliseren van voedsel gebeurt door sterke verhitting, of met een hoge dosis straling (röntgen- of gamma-stralen).
- Steriliseren van lucht gebeurt met UV-licht of door het aanbrengen van een hoge elektrische spanning.
- Steriliseren van water gebeurt met UV-licht, chemische middelen, sterke verhitting of door filtratie.
- Steriliseren van instrumenten gebeurt door direct contact met vuur, of met stoom onder druk, of chemisch.

In microbiologische laboratoria worden instrumenten en apparatuur gesteriliseerd om bacterie- of schimmelgroei te voorkomen. Bij medische handelingen, zoals operaties, moet een mogelijke infectie van de patiënt worden voorkomen. Daarom worden ruimten, materialen en instrumenten gesteriliseerd.

## Wanneer mag ietssterielgenoemd worden
Als direct na een bepaald sterilisatie proces minder dan 1 op de 1.000.000 producten nog tot reproductie in staat zijnde micro-organismen bevat mag het product steriel genoemd worden.
Zodra een product na dit proces in contact kan komen met micro-organismen wordt het niet meer als steriel beschouwd. Dit gebeurt bijvoorbeeld al bij:
- opening van de verpakking waarbij het product blootgesteld wordt aan niet steriele lucht
- nat of vochtig worden van de verpakking waardoor deze doorlaatbaar wordt voor micro-organismen
- het niet zorgvuldig omgaan met het product waardoor microscopische beschadigingen in de verpakking kunnen ontstaan

Bij zichtbare beschadiging van de verpakking of het verstrijken van de houdbaarheidsdatum wordt het product vanzelfsprekend niet meer als steriel beschouwd. 

## Steriliseren van wetenschappelijke en medische instrumenten
Instrumenten, zoals reactorvaten en medische apparatuur dienen gesteriliseerd te worden. Voorafgaand aan de sterilisatie worden de instrumenten  eerst gereinigd met een chemische stof, zoals alcoholderivaten, chloorderivaten, fenolderivaten, aldehyden of oxidatoren. Het reinigen kan handmatig geschieden, of mechanisch door middel van een ultrasoonreiniger, of in een instrumentenwasmachine. Het reinigen heeft als doel de bioburden, dit is de hoeveelheid microbiologische besmetting van een voorwerp vóór sterilisatie, tot een aanvaardbaar peil te laten dalen. Dan pas volgt het daadwerkelijke steriliseren.

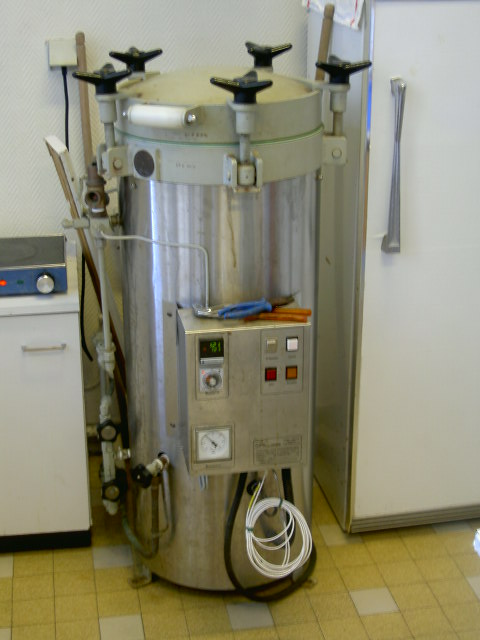
Autoclaaf

Men kan op verschillende manieren instrumenten steriliseren:
- Door verhitting 
  - Met een heteluchtsterilisator. Door verhitting met droge lucht (30 min bij 180 °C of 120 minuten bij 160 °C). Kan enkel voor metalen instrumenten en glas gebruikt worden.
  - Met een autoclaaf. Door verhitting met stoom 3 à 5 minuten bij 134 °C en 300 kPa druk (of 15 minuten bij 121 °C, 200 kPa druk). Naast metalen instrumenten en glazen voorwerpen kunnen er ook bepaalde kunststoffen en doeken gesteriliseerd worden
- Lagetemperatuursterilisatie
Bepaalde instrumenten kunnen de hoge temperatuur of het vocht van de stoomsterilisatie niet verdragen. Met name instrumenten om in het lichaam te kijken (starre en flexibele endoscopen) en instrumentarium voor micro-chirurgie, laserbehandelingen, cardiologie en neurochirurgie. Deze instrumenten kunnen worden gesteriliseerd door middel van:
  - formaldehyde/stoom (LTFO) bij 60 °C,
  - ethyleenoxidegas (ETO) bij 50 °C en door middel van
  - waterstofperoxidegas bij 50 °C.

LTFO en ETO hebben als nadeel dat ze erg giftig zijn, waardoor ziekenhuizen speciale voorzieningen moeten treffen om zo'n installatie te kunnen gebruiken. ETO-sterilisatie wordt daarom uitsluitend industrieel gebruikt voor het steriliseren van grote partijen, zoals injectiespuiten en -naalden, infuussystemen, maag- en blaassondes en dergelijke. Waterstofperoxidegas kent dit nadeel niet.
- Met glutaaraldehyde-oplossing 2%, gedurende drie uur onderdompelen. Echter wordt ook deze methode niet meer toegepast vanwege de giftigheid van deze vloeistof.
- In de vlam laten gloeien: alleen in bacteriologische laboratoria gebruikt voor het ontsmetten van reageerbuisjes; niet voor instrumenten omdat het vuur ze beschadigt.

### Controleren van de werking van sterilisatoren
De goede werking van sterilisatoren kan gecontroleerd worden door middel van biologische indicatoren. Deze indicatoren bevatten resistente bacteriële sporen, die een sterilisatiecyclus moeten ondergaan en dan opgestuurd worden naar een laboratorium, dat de vernietiging van deze sporen zal controleren. Er bestaan ook chemische indicatoren, in de vorm van strepen van een bepaalde kleur op plakband (sterilisatietape) of gedrukt op sterilisatieverpakking. Deze chemische indicatoren veranderen van kleur na een bepaald sterilisatieproces. Deze chemische indicatoren zijn echter onnauwkeurig en kunnen in geen geval een goede sterilisatie garanderen. Men noemt ze daarom "passage-indicatoren" die uitsluitend aangeven dat er een sterilisatiesproces is geweest, zonder dat de kwaliteit van dat proces is gewaarborgd.

## Steriliseren door filtratie
Steriliseren door filtratie wordt toegepast bij het steriliseren van hittegevoelige oplossingen, zoals serumhoudende weefselcultuur-oplossingen, vitamine-oplossingen, serums, virusinentingsstoffen, plasmafracties en eiwitoplossingen.
Bij deze filtratie worden micro-organismen uit de vloeistof verwijderd. Als filter wordt meestal een membraan met een poriëngrootte van 0,22 µm gebruikt. Ook kan het soms zinvol zijn een membraan met een kleinere poriëngrootte, zoals 0,1 µm te gebruiken. Dit is bijvoorbeeld het geval als oppervlaktewater wordt gebruikt bij bacterieculturen, omdat in dit water bacteriën voorkomen die kleiner zijn dan 0,22 µm.
Bij de filtratie worden wel kleine moleculen, maar geen grote deeltjes zoals bacteriën doorgelaten. Bacteriën uit het geslacht Mycoplasma gaan door het membraan, omdat ze door het ontbreken van een celwand vervormbaar zijn. Ook dunne spirocheten en draadvormige bacteriën kunnen door een membraan niet tegengehouden worden.

## Verschil met desinfecteren
Desinfecteren betekent het vrijmaken van ziekteverwekkende micro-organismen en virussen.